# Masters de Hamburgo 1985
El Abierto de Hamburgo de 1985 fue un torneo de tenis jugado sobre tierra batida, que fue parte de las Masters Series. Tuvo lugar en Hamburgo, Alemania, desde el 29 de abril hasta el 5 de mayo de 1985.

## Campeones

### Individuales
Miloslav Mecír vence a  Henrik Sundström, 6-4, 6-1, 6-4

### Dobles
Hans Gildemeister /  Andrés Gómez vencen a  Heinz Günthardt /  Balázs Taróczy, 6-4, 6-3